# 弗格斯福爾斯鎮區 (明尼蘇達州奧特泰爾縣)
弗格斯福爾斯鎮區（英語：Fergus Falls Township）是位於美國明尼蘇達州奧特泰爾縣的一個行政鎮區。

## 地方資料
弗格斯福爾斯鎮區的面積為71.43平方千米，當中陸地面積為69.58平方千米，而水域面積為1.85平方千米。根據2020年美國人口普查的數據，當地共有人口747人，而人口密度為每平方千米10.46人。